# 41e division d'infanterie (France)
Pour les articles homonymes, voir 41e division.
La 41e division d'infanterie est une division d'infanterie de l'Armée de terre française qui a participé à la Première et à la Seconde Guerre mondiale.

## Différentes dénominations
- 1892 : création de la division des Vosges
- 1895 : renommée 41e division d'infanterie
- 1927 : dissoute
- 1939 : recréée
- 1940 : capturée par les Allemands

## Chefs de corps
- 18 février 1895 - 1er mars 1898 : général Langlois
- 10 mars 1898 - 26 mars 1899 : général Jouart
- 3 avril 1899 - 3 septembre 1901 : général Jeannerod
- 24 septembre 1901 - 9 octobre 1903 : général Deckherr
- 20 octobre 1903 - 14 novembre 1907 : général Michel
- 29 novembre 1907 : général Bonneau
- 9 novembre 1910 : général Legrand-Girarde
- 14 mai 1912 - 31 janvier 1914 : général Gérard
- 3 septembre 1914 - 8 septembre 1914 : général Bataille[1] (mort pour la France)
- 13 septembre 1914 : général Bolgert
- 22 septembre 1914 : général Claret de la Touche
- 17 septembre 1916 : général Mignot
- 17 juin 1917 - 31 mai 1918 : général Guignabaudet (mort pour la France)
- 31 mai 1918 - 23 décembre 1918 : général Babelon
- 23 décembre 1918 : général de Lardemelle
- 26 novembre 1921 - 10 avril 1923 : général Dillemann
- 30 mai 1923 - 28 décembre 1925 : général Fillonneau
- 1926 : général Zopff
- 2 septembre 1939 - 17 juin 1940 : général Bridoux

## Avant-guerre

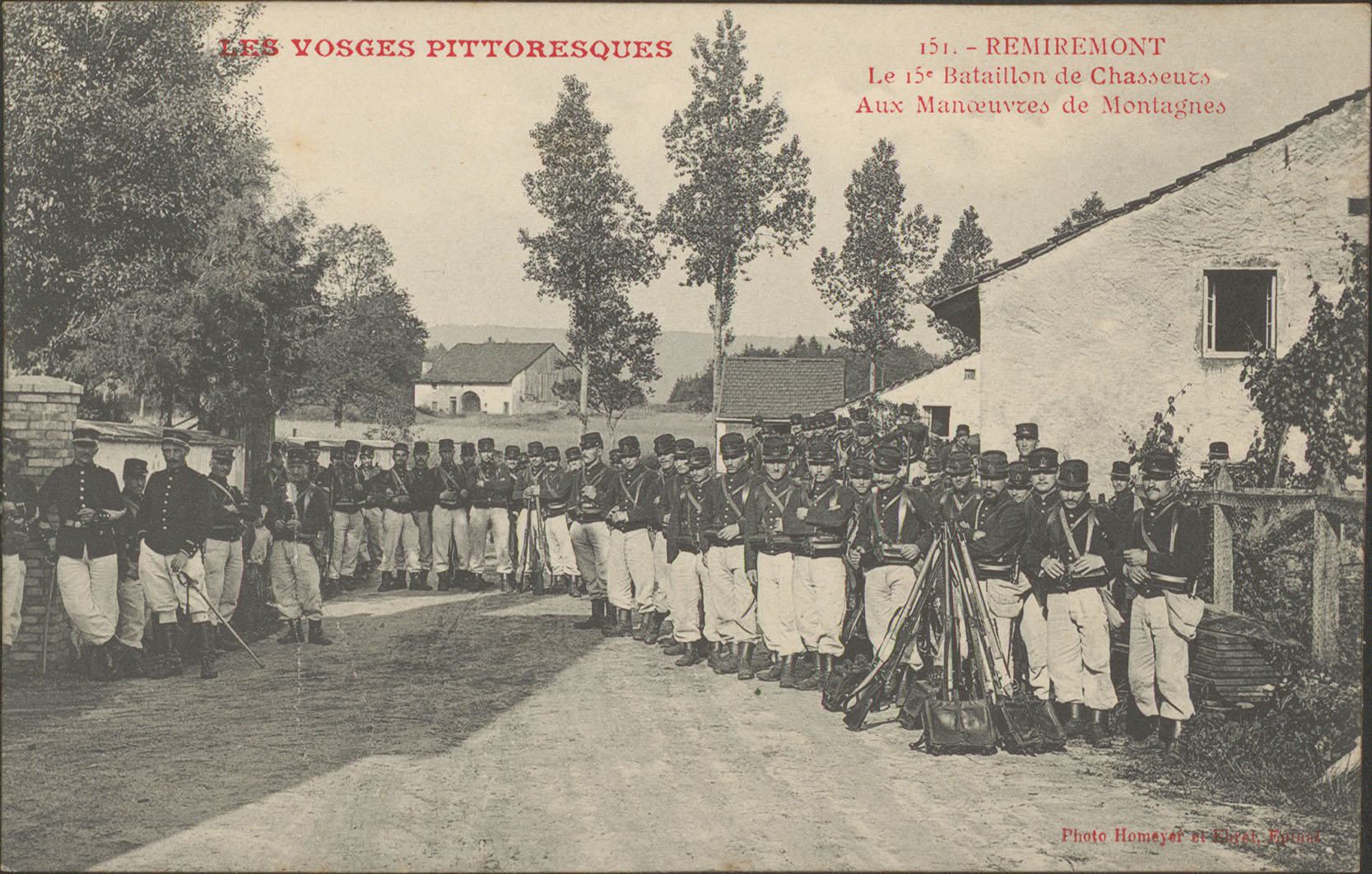
Le de Remiremont en manœuvres vers 1900.

La division des Vosges est créée par arrêté du 11 février 1892. Elle est constituée de deux brigades : la 1re brigade des Vosges à Remiremont (avec l'état-major de la division) et la 2e brigade des Vosges à Saint-Dié-des-Vosges. La composition est la suivante :
- 1re brigade des Vosges :
  - 152e régiment d'infanterie
  - 15e bataillon de chasseurs à pied
  - 19e bataillon de chasseurs à pied
- 2e brigade des Vosges :
  - 149e régiment d'infanterie
  - 10e bataillon de chasseurs à pied
  - 17e bataillon de chasseurs à pied

La 41e division d'infanterie est créée en 1895 par renommage de la division des Vosges. La 1re brigade des Vosges devient la 81e brigade d'infanterie et la 2e brigade des Vosges la 82e brigade d'infanterie,.

## Première Guerre mondiale

### Composition à la mobilisation
- 81e brigade d'infanterie (Remiremont)

152e régiment d'infanterie
5e bataillon de chasseurs à pied
15e bataillon de chasseurs à pied
- 82e brigade d'infanterie (Bourg-en-Bresse)

23e régiment d'infanterie
133e régiment d'infanterie

### Composition au cours de la guerre
- Infanterie :

152e régiment d'infanterie d'août à décembre 1914 (transféré à la 66e DI)
5e bataillon de chasseurs à pied d'août à décembre 1914 (transféré à la 66e DI)
15e bataillon de chasseurs à pied d'août à décembre 1914 (transféré à la 66e DI)
23e régiment d'infanterie d'août 1914 à novembre 1918
133e régiment d'infanterie d'août 1914 à juin 1917 (transféré à la 23e DI)
46e bataillon de chasseurs alpins d'août 1914 à mai 1915
37e régiment d'infanterie coloniale de septembre 1914 à juin 1915 (transféré à la 16e DIC)
70e bataillon de chasseurs alpins de septembre 1914 à mai 1915
363e régiment d'infanterie de septembre 1914 à septembre 1917
373e régiment d'infanterie de septembre 1914 à juin 1916 (dissolution)
22e bataillon alpin de chasseurs à pied de décembre 1914 à mai 1915
215e régiment d'infanterie de décembre 1914 à juin 1916
253e régiment d'infanterie de décembre 1914 à juin 1916
343e régiment d'infanterie de décembre 1914 à juin 1916 (dissolution)
41e bataillon de chasseurs à pied de février à novembre 1915
229e régiment d'infanterie de mars 1916 à novembre 1917 (dissolution)
42e régiment d'infanterie de juin 1917 à novembre 1918
128e régiment d'infanterie de novembre 1917 à novembre 1918
- Cavalerie :

1 escadron du 11e régiment de chasseurs à cheval d'août 1914 à janvier 1916 puis de juillet 1917 à novembre 1918
2 escadrons du 14e régiment de dragons de janvier à juillet 1916
2 escadrons du 3e régiment de chasseurs à cheval de juillet 1916 à juillet 1917
- Artillerie :

3 groupes de 75 du 4e régiment d'artillerie de campagne d'août 1914 à novembre 1918
101e batterie de 58 du 31e régiment d'artillerie de campagne de janvier 1916 à janvier 1918
101e batterie de 58 du 4e régiment d'artillerie de campagne de janvier à novembre 1918
6e groupe de 155C du 107e régiment d'artillerie lourde de juillet à novembre 1918
- Génie :

compagnie 7/2 du 4e régiment du génie
1 bataillon du 54e régiment d'infanterie territoriale d'août à novembre 1918

### Historique

#### 1914 - 1915
- 2 août : mobilisée dans la 7e région militaire.

- 4 – 10 août : en couverture, entre le col de la Schlucht et le col de Bussang. À partir du 7 août, engagée dans la bataille de Mulhouse.
- 10 – 14 août : repli à l'est de Rougemont-le-Château et de Massevaux.
- 14 – 24 août : reprise de l'offensive en direction de Mulhouse :

19 août : combats vers Dornach.
- 24 – 29 août : repli vers la région de Munster, puis vers celle de Gérardmer.
- 29 août – 13 septembre : mouvement vers Anould ; puis attaques des hauteurs au nord d'Anould et de Fraize. Violents combats au col de Mandray et des Journaux.

10 et 11 septembre : enlèvement du col de Mandray et du col des Journaux.
- 13 – 28 septembre : mouvement vers Saint-Dié et occupation d'un secteur vers Lesseux et Fontenelle. Combats dans le massif de l'Ormont, au Spitzemberg, à Charémont et à la Forain.
- 28 septembre 1914 – 11 juin 1916 : occupation d'un secteur entre la Chapelotte et la Fave (région de Provenchères-sur-Fave), étendu à droite, à partir du 19 décembre 1914, jusqu'au col du Bonhomme :

En février et en mars 1915 : combats vers la Chapelotte.
22 juin : perte de la cote 637.
8 juillet : reprise de la cote 637.
24 juillet : prise de Launois ; combats de la Fontenelle.
23 mars 1916 : front réduit, à droite, jusqu'au col de Sainte-Marie.
25 et 26 avril : combats à la Chapelotte.

#### 1916
- 11 juin – 16 juillet : retrait du front, repos vers Bruyères. À partir du 13 juin, mouvement par étapes vers Bayon ; repos et instruction au camp de Saffais. À partir du 25 juin, transport par V.F. dans la région de Breteuil ; repos.
- 16 juillet – 10 août : mouvement vers le front : engagée, à partir du 21, dans la bataille de la Somme, entre le bois de Hem et la Somme.

30 juillet, 7 et 8 août : attaques françaises (combats du bois de Hem, de la ferme Monacu et du bois de Retz).
- 10 – 27 août : retrait du front ; stationnement vers Villers-Bretonneux.
- 27 août – 14 septembre : engagée à nouveau dans la bataille de la Somme, entre le sud du Forest et le nord-ouest de Cléry-sur-Somme. À partir du 3 septembre, attaque puis progression vers la ferme de Bois l'Abbé et Bouchavesnes.

12 septembre : prise de Bouchavesnes.
- 14 – 20 septembre : retrait du front et repos au sud-ouest d'Amiens.
- 20 – 29 septembre : transport par V.F. dans la région de Sainte-Menehould ; repos.
- 29 septembre – 31 décembre : mouvement vers le front et occupation d'un secteur vers le Four de Paris et Vienne-le-Château, étendu à gauche, le 31 octobre, jusque vers l'Aisne.
- 31 décembre 1916 – 19 janvier 1917 : mouvement par étapes vers Mailly-le-Camp ; repos et instruction au camp.

#### 1917
- 19 – 29 janvier : mouvement, par Sézanne, Orbais-l'Abbaye et Ville-en-Tardenois, vers la région de Pargny-lès-Reims.
- 29 janvier – 12 mai : occupation d'un secteur vers Sapigneul et les Cavaliers de Courcy, réduit à gauche, le 21 février, jusqu'à la ferme de Luxembourg, et, à droite, le 13 mars, jusqu'au sud de Loivre.
- 15 avril : bataille du Chemin des Dames, prise de Loivre et organisation des positions conquises.
- 4 mai : combat de Berméricourt.

- 12 mai – 3 juin : retrait du front, repos vers Damery, à partir du 24 mai, au camp de Ville-en-Tardenois.
- 3 – 18 juin : transport par camions dans la région de Châlons-sur-Marne ; repos et instruction vers Coupéville.
- 18 juin – 16 septembre : mouvement vers le front et occupation d'un secteur vers la Courtine et la Côte 193.
- 16 septembre – 6 octobre : retrait du front ; repos vers Saint-Germain-la-Ville et Pogny.
- 6 – 17 octobre : transport par camions dans la région de Condé-en-Barrois, puis, le 15 octobre, dans celle de Verdun.
- 17 octobre – 21 novembre : occupation d'un secteur vers la ferme Mormont et la Côte 344.
- 21 novembre – 29 décembre : retrait du front et transport par V.F. dans la région de Joinville-en-Vallage ; repos et instruction. À partir du 24 décembre, transport par V.F. dans la région Toul, Dombasle-sur-Meurthe.
- 29 décembre 1917 – 22 avril 1918 : occupation d'un secteur entre le Sânon et Bezange-la-Grande.

#### 1918
- 22 avril – 1er mai : retrait du front. Mouvement vers Saint-Nicolas-de-Port, puis vers Toul ; repos.
- 1er mai – 1er juin : transport par V.F. dans la région de Beauvais puis dans celle de Bergues. Engagée, à partir du 16 mai, vers Locre et le château de Locre, dans la 3e bataille des Flandres.
- 20 mai : prise de l'hospice de Locre.

- 1er – 29 juin : retrait du front ; repos vers Saint-Pol-sur-Mer. À partir du 7 juin, transport par camions vers Cassel ; repos et travaux de deuxième position.
- 29 juin – 8 juillet : occupation d'un secteur vers Koutkot et Fontaine-Houck.
- 8 – 17 juillet : retrait du front (relève par l'armée britannique); repos vers Cassel. À partir du 10 juillet, transport par V.F. dans la région de Senlis ; repos.
- 17 juillet – 8 août : mouvement vers la lisière est de la forêt de Villers-Cotterêts. À partir du 18 juillet, engagée, vers Faverolles, dans la 2e bataille de la Marne. Offensive, depuis la Savières vers la Vesle, par Oulchy-le-Château (25 juillet) et Saponay.
- 8 – 24 août : retrait du front et transport par camions à Étrépilly ; repos.
- 24 août – 5 septembre : transport par camions vers Soissons. À partir du 25 août, engagée dans la poussée vers la position Hindenburg : progression, par Cuffies, jusque vers Laffaux.
- 5 – 21 septembre : retrait du front, repos vers Soissons. À partir du 15 septembre, engagée encore dans la Poussée vers la position Hindenburg, à l'ouest de Vailly-sur-Aisne : combats au nord de Vailly.
- 21 septembre – 3 octobre : retrait du front et mouvement vers Villers-Cotterêts. À partir du 22 septembre, transport par V.F. dans la région de Lederzeele, puis mouvement vers Ypres.
- 3 – 21 octobre : engagée dans la bataille des crêtes des Flandres (en liaison avec l'armée belge) : progression, en combattant, de Poelkapelle vers Roulers.
- 14 - 15 octobre : engagée dans la bataille de Roulers : attaque et prise de Roulers (14 octobre).

- 21 octobre – 10 novembre : travaux d'organisation des positions conquises. À partir du 31 octobre, engagée dans la bataille de la Lys et de l'Escaut (en liaison avec les armées américaine et britannique) : violents combats vers Audenarde ; puis franchissement de l'Escaut.
- 10 – 11 novembre : retrait du front ; regroupement à l'ouest d'Audenarde.

#### Rattachements
- Affectation organique :

Mobilisation : 7e corps d'armée
Octobre 1914 : 34e corps d'armée
Juillet 1916 : 7e corps d'armée
- 1re armée

2 – 11 août 1914
28 août – 8 décembre 1914
- 2e armée

6 octobre – 24 décembre 1917
- 4e armée

20 septembre 1916 – 20 janvier 1917
3 juin – 6 octobre 1917
- 5e armée

20 janvier – 3 juin 1917
1er – 9 mai 1918
- 6e armée

25 – 28 juin 1916
16 juillet – 20 septembre 1916
- 7e armée

4 avril 1915 – 13 juin 1916
25 – 26 juillet 1918
19 octobre – 11 novembre 1918
- 8e armée

24 décembre 1917 – 1er mai 1918
- 10e armée

28 juin – 16 juillet 1916
10 – 15 juillet 1918
26 juillet – 21 septembre 1918
- Armée d'Alsace

11 – 28 août 1914
- Détachement d'armée de Lorraine

13 - 25 juin 1916
- Détachement d'armée du Nord

9 mai – 30 juin 1918
- Détachement d'armée de Verdun

8 décembre 1914 – 4 avril 1915
- Groupe d'armées des Flandres

21 septembre - 19 octobre 1918
- Grand Quartier général des armées alliées

30 juin – 4 juillet 1918

## L'Entre-deux-guerres
En 1927, la division est rapatriée de l'occupation de la Rhénanie et est dissoute.

## Seconde Guerre mondiale

### Composition
Au 10 mai 1940 :
- Cavalerie :

36e groupe de reconnaissance de division d'infanterie
- Infanterie :

101e régiment d'infanterie
103e régiment d'infanterie
104e régiment d'infanterie
- Artillerie :

13e régiment d'artillerie divisionnaire
213e régiment d'artillerie lourde divisionnaire
10e batterie divisionnaire antichar du 13e RAD
41e parc d'artillerie divisionnaire
41e compagnie d’ouvriers d'artillerie
41e section de munitions hippomobile
241e section de munitions automobile
- Génie :

compagnie de sapeurs-mineurs 41/1
compagnie de sapeurs-mineurs 4173/2
- Transmissions

compagnie télégraphique 41/81
compagnie radio 41/82
- Train

compagnie hippomobile 41/22
compagnie automobile 141/22
- Intendance : groupe d’exploitation divisionnaire 41/22
- Santé : 41e groupe sanitaire divisionnaire

### Drôle de guerre
La 41e division d'infanterie, formation de série A et de type Nord-est est recréée en septembre 1939.
Sous les ordres du général Bridoux, elle est rattachée au XVIIIe corps d'armée qui est intégré à la 2e armée. Elle renforce le 155e régiment d'infanterie de forteresse qui occupe le sous-secteur de Marville (secteur fortifié de Montmédy) disposant de fortifications plutôt solides. La division n'est dans son ensemble pas concernée par les plans d'interventions en Belgique, elle doit continuer à défendre le front qu'elle occupe, entre la 3e division d'infanterie coloniale à sa gauche et la 3e armée (du groupe d'armées no 2) sur sa droite. Seul son groupe de reconnaissance de division d'infanterie, le 36e GRDI, doit participer à la manœuvre retardatrice en Ardenne en renforçant le groupement est de la 2e division légère de cavalerie ; cette division agit en avant de la 2e armée en direction de la frontière belgo-luxembourgeoise au sud de Martelange.

### Bataille de France
La division est capturée le 17 juin 1940.